# Merosargus transversus
Merosargus transversus är en tvåvingeart som beskrevs av Mcfadden 1971. Merosargus transversus ingår i släktet Merosargus och familjen vapenflugor. Inga underarter finns listade i Catalogue of Life.